# Бирса (Арад)
Бирса (рум. Bârsa) — село у повіті Арад в Румунії. Адміністративний центр комуни Бирса.
Село розташоване на відстані 381 км на північний захід від Бухареста, 62 км на схід від Арада, 124 км на захід від Клуж-Напоки, 94 км на північний схід від Тімішоари.

## Населення
За даними перепису населення 2002 року у селі проживали 1008 осіб. Рідною мовою 1007 осіб (99,9%) назвали румунську.
Національний склад населення села:
| Національність | Кількість осіб | Відсоток |
| -------------- | -------------- | -------- |
| румуни         | 999            | 99,1%    |
| цигани         | 7              | 0,7%     |